# Toussaint de Forbin de Janson

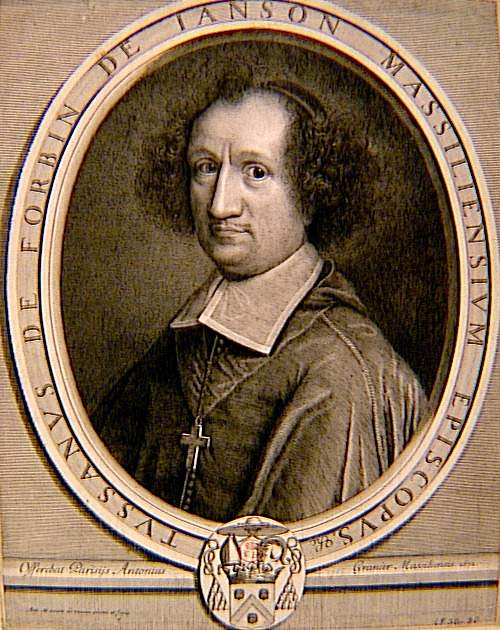
Kardinal Toussaint de Forbin de Janson (Stich von Antoine Masson, 1672, Musée des Châteaux de Versailles et Trianon)

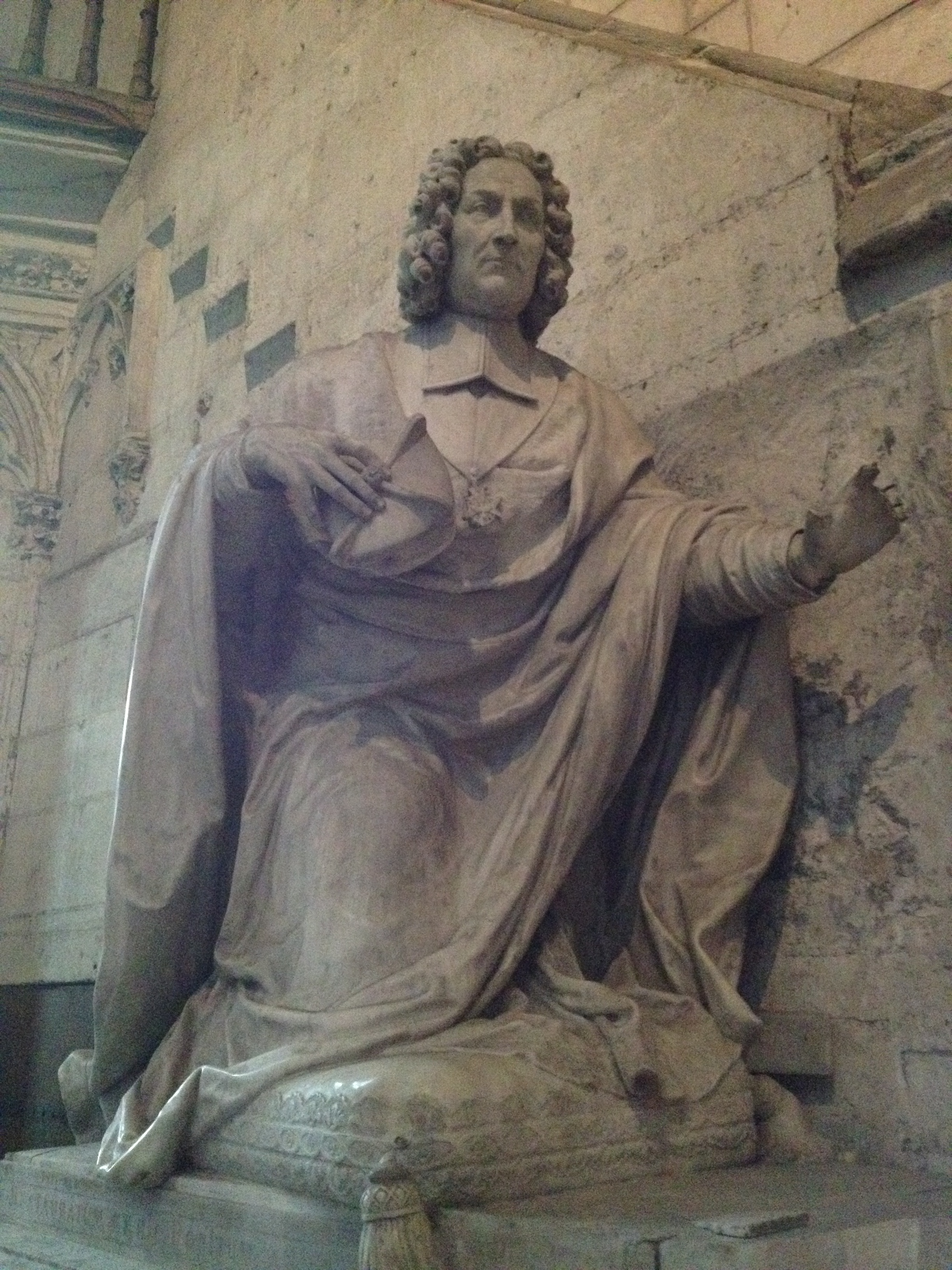
Adorant Toussaint de Forbin de Jansons in der Kathedrale von Beauvais, Arbeit des Bildhauers Nicolas Coustou, vollendet 1738

Toussaint de Forbin de Janson, genannt le Cardinal de Janson (* 1. Oktober 1631 in der Provence; † 24. März 1713 in Paris), war Kardinal und Bischof von Beauvais.

## Leben
Toussaint de Forbin de Janson war der dritte Sohn von Gaspard de Forbin de Janson († 1641), Marquis de Janson, und Claire de Libertat († 1637). Bereits in sehr niedrigem Alter wurde er zum Malteserordensritter gemacht. Als Heranwachsender entschied er sich für eine Laufbahn in der Kirche. Nach seinem Studium erwirkte Raphaël de Bologne, der Bischof von Digne, 1653, dass er zu dessen Koadjutor mit Nachfolgerecht bestimmt wurde, was am 5. Juli 1655 bestätigt wurde; am gleichen Tag wurde er zum Titularbischof in partibus von Philadelphia ernannt, obwohl er das Kanonische Alter noch nicht erreicht hatte. Am 14. Mai 1656 wurde er in der Kathedrale von Marseille von Étienne de Puget, Bischof von Marseille,  zum Bischof geweiht. Am 14. April 1664 trat er die Nachfolge als Bischof von Digne an.
Als Gesandter bei Cosimo III. de’ Medici, Großherzog der Toskana, gelang es ihm, diesen 1665 mit seiner Frau, der Großherzogin Marguerite Louise d’Orléans, einer Kusine Ludwigs XIV., zu versöhnen.
Am 27. Januar 1668 wurde er als Nachfolger des am 11. Januar gestorbenen Étienne de Pugets zum Bischof von Marseille bestimmt, was am 9. Juli 1668 bestätigt wurde. Mit diesem neuen Titel wurde er Mitglied der États de Provence und machte Ludwig XIV. auf sich aufmerksam, als es ihm gelang, die Interessen des Königs mit denen der Provence in Übereinstimmung zu bringen.
1673 wurde er zum außerordentlichen Gesandten Ludwigs XIV. beim polnischen Reichstag ernannt, der einberufen worden war, um einen neuen König zu ernennen; es gelang ihm, eine Spaltung zu vermeiden, und mit Hilfe des Palatins von Russland den Großmarschall der Krone, Jan Sobieski, wählen zu lassen (21. Mai 1674).
Am 14. August 1679 wurde er zum Bischof von Beauvais bestimmt, was am 25. September 1679 bestätigt wurde; mit dem Bistum Beauvais war der Titel eines Grafen und die Pairie verbunden.
Am 19. März 1682 unterzeichnete er auf der Pariser Klerikerversammlung die vier Artikel zum Gallikanismus, woraufhin Papst Innozenz XI. den Vorschlag, ihn zum Kardinal zu erheben, den Jan Sobieski als Anerkennung für seine Dienste aufgrund eines entsprechenden Rechtes des polnischen Königs gemacht hatte, ablehnte.
Am 29. Mai 1689 ernannte ihn Ludwig XIV. zum Kommandeur im Orden vom Heiligen Geist.
Erst Innozenz‘ Nachfolger Alexander VIII. setzte den Vorschlag Jan Sobieskis beim Konsistorium vom 13. Februar 1690 um; am 6. März 1690 erhielt er den Kardinalshut; am 10. Juli 1690 wurde ihm als Kardinalpriester die Titelkirche Sant’Agnese fuori le mura zugewiesen. Einige Kardinäle opponierten gegen die Erhebung, was der Papst damit beantwortete, dass Kardinal de Janson seine Fehler der Vergangenheit widerrufen habe. Im gleichen Jahr wurde er Kommendatarabt von Savigny.
Die nächsten sieben Jahre, von 1690 bis 1697, war Toussaint de Forbin de Janson als Botschafter Frankreichs in Rom. Frankreich hatte nach der Entscheidung von 1682 mehrere Jahre lang mit der Kurie zum Regalienrecht gestritten. Der König hielt Toussaint de Forbin de Janson für geeignet, alle Hindernisse zu beseitigen und beließ ihn nach seiner Erhebung zum Kardinal in Rom. Der Tod Alexanders VIII. am 1. Februar 1691 unterbrach die Verhandlungen, die unter Papst Innozenz XII. (am Konklave, auf dem am 12. Juli 1691 Innozenz XII. gewählt wurde, nahm Kardinal de Forbin teil) wieder aufgenommen und von ihm und Kardinal d’Estrées 1693 zu Ende geführt wurden. Am 28. September 1693 optierte er für den Titel eines Kardinalpriesters von San Callisto. Im gleichen Jahr wurde er Kommendatarabt von Saint-Pierre de Corbie; zudem Abt von Preuilly, Marchiennes, Saint-Valéry, Commandeur de Saint-Jean d’Avignon und Vidame de Gerberoy.
Er war noch im Jahr 1700, beim Tod von Innozenz XII., in Rom. Er nahm am Konklave teil, auf dem am 23. November 1700 Clemens XI. gewählt wurde, bei dem er bis 1706 erneut als Botschafter Frankreichs residierte. Vom 23. Januar 1702 bis zum 15. Januar 1703 war er Camerlengo des Kardinalskollegiums.
1706 ernannte Ludwig XIV. ihn nach dem Tod des Kardinals Pierre du Cambout de Coislin zum Großalmosenier von Frankreich. Im gleichen Jahr wurde er Grand Commandeur de l’Ordre de Malte – dazu trat er wieder in den Orden ein, den er hatte verlassen müssen, als er Bischof wurde.
Noch als Bischof von Digne hatte er in einer Synode die Apologie des Casuistes verurteilt und zensiert. In Beauvais wurde ihm vorgeworfen, nicht in die Fußstapfen seines Vorgängers Nicolas Choart de Buzenval getreten zu sein und die Jansenisten, die das Vertrauen dieses Prälaten gehabt hatten, zu entlassen.
Kardinal Toussaint de Forbin de Janson starb am 24. März 1713 in Paris nach langer Krankheit im Alter von 88 Jahren als Dekan der Bischöfe von Frankreich. Er wurde in der Kathedrale von Beauvais beigesetzt, wo ein Epitaph an seine Amtszeit erinnerte.